# 松田晃平
松田 晃平（まつだ こうへい、1991年〈平成3年〉8月24日 - ）は日本の政治活動家。

## 経歴
2023年4月23日投開票の甲府市議会選挙に立候補したが落選した。